# Diego de Almagro (Cile)
Diego de Almagro è un comune del Cile della provincia di Chañaral nella Regione di Atacama. Al censimento del 2002 possedeva una popolazione di 18.589 abitanti.

## Società

### Evoluzione demografica
| Censimento del 1992 | Censimento del 2002 |
| 27.515 ab.          | 18.589 ab.          |